# 拜恩 (魔神)

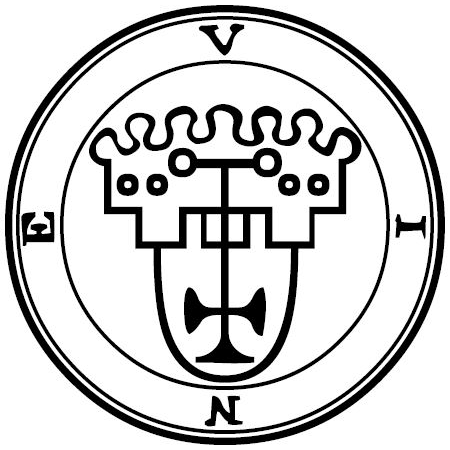
拜恩的印記

拜恩（Vine、Vinea），是所罗门七十二柱魔神的第45位的魔神，位阶为王及伯爵，统帅30个军团，暱稱「獅子头王」。形象是騎黑馬的獅面人身、手拿著蛇。他可以洞察隐秘，通晓古今，亦可建立或破坏城市。有著卓越的軍事才能。能够召唤魔女与妖术师，這是七十二柱魔神中獨一無二的能力。有辦法創造風暴和改變水質，並找出被隱藏的事物。